# BK Lions Jindřichův Hradec
El BK Lions Jindřichův Hradec es un equipo de baloncesto checo que compite en la Národní Basketbalová Liga, la primera división del país. Tiene su sede en Jindřichův Hradec. Disputa sus partidos en el Sportovni hale, con capacidad para 1.500 espectadores.

## Nombres
- Sokol (-2004)
- BK Jindřichův (2004-2007)
- BK JHComp Jindrichuv (2007-2008)
- BK Jindrichuv (2008-)

## Posiciones en Liga
- 2001 (5-1.Liga)
- 2005 (12-1.Liga)
- 2006 (9-1.Liga)
- 2007 (7-1.Liga)
- 2008 (9-1.Liga)
- 2009 (4-1.Liga)
- 2010 (2-1.Liga)
- 2011 (2-1.Liga)
- 2012 (1-1.Liga)
- 2013 (NBL)
- 2014 (11)
- 2015 (8)
- 2016 (12)

## Palmarés
- Campeón Liga Regular 1.Liga (2012)
- Subcampeón 1.Liga (2011)